# Les Ligures
Les Ligures är ett höghus som ligger på 2 Rue Honoré Labande i distriktet Moneghetti i Monaco. Den är den 18:e högsta byggnaden tillsammans med L'Escorial inom furstendömet och är 63 meter och har 21 våningar.
Byggnaden uppfördes 1978.